# Johan Jakob Nervander

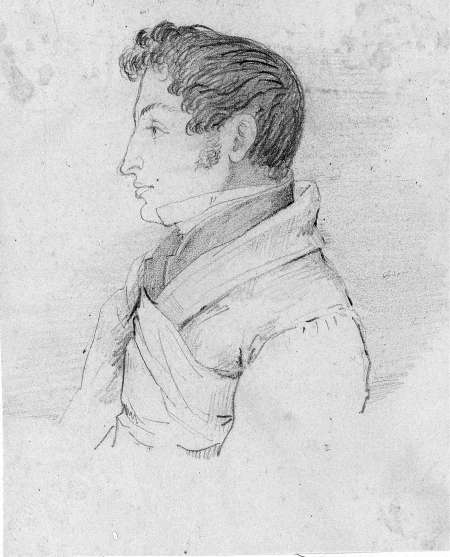
Johann Jakob Nervander, um 1840.

Johan Jakob Nervander (* 23. Februar 1805 in Nystad; † 15. März 1848 in Helsingfors) war ein finnischer Dichter, Physiker und Meteorologe.

## Leben
Nervander studierte an der Akademie zu Turku, wo er sich mit Johan Ludvig Runeberg anfreundete. Er erfand ein Galvanometer für kleine elektrische Ströme, was ihn berühmt machte. Er war der erste Direktor des Geomagnetischen Observatoriums von Helsinki.
Nervander war eines der Gründungsmitglieder von verschiedenen Akademien. Dazu gehören die Societas pro Fauna et Flora Fennica, die Finnische Gesellschaft für Literatur und die Finnische Wissenschaftliche Gesellschaft. 1842 wurde er zum korrespondierenden Mitglied der Russischen Akademie der Wissenschaften in Sankt Petersburg gewählt.

## Literatur

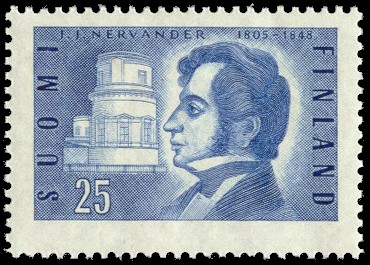
Finnische Briefmarke von 1955 mit dem Konterfei von Johan Jakob Nervander.